# Zip-a-Dee-Doo-Dah
Zip-a-Dee-Doo-Dah är en sång som förekom i Disneyfilmen Sången om Södern från 1946, sjungen av James Baskett. Med musik av Allie Wrubel och text av Ray Gilbert vann "Zip-a-Dee-Doo-Dah"  Oscar för bästa sång (Academy Award for Best Original Song). Sångens refräng har blivit en klassiker som har förekommit i ett flertal filmer. Inte minst i Disneys egna små kortfilmer.

### Fotnoter
1. 1 2  Roberts, David (2006). British Hit Singles & Albums (19). London: Guinness World Records Limited. sid. 134. ISBN 1-904994-10-5